# The Brandos
The Brandos sind eine Rockband aus New York, die im Lauf der Zeit Folk- und Rock-’n’-Roll-Elemente in ihren Sound integrierte.

## Geschichte
1987 erschien das Debüt Honor Among Thieves mit dem kleinen Hit Gettysburg. Der Track wird von Dave Kincaids Stimme geprägt, die bis heute eines der wichtigsten Markenzeichen der Band ist. Anfang 1989 begannen die Brandos ihr zweites Album aufzunehmen, das Trial By Fire heißen sollte. Die Band verlor allerdings den Plattenvertrag mit RCA/BMG, und das Album erschien 1990 lediglich als Promokassette. 1992 wurde in Europa offiziell das zweite Album Gunfire At Midnight veröffentlicht. Hier dominieren geradlinige Rocksongs.
1994 kam mit The Light Of Day das dritte Album der Brandos heraus, auf dem auch einige Countryeinflüsse auszumachen sind. Auf der anschließenden Tour wurde das Live-Album In Exile – Live mitgeschnitten, welches im darauffolgenden Jahr veröffentlicht wurde. 1996 präsentierte sich das Quartett auf der CD Pass The Hat wieder rockiger. 1998 erschien das Album Nowhere Zone, auf dem sich hauptsächlich ältere, unveröffentlichte Songs sowie Coverversionen von CCR, Conway Twitty und Patsy Cline befinden.
1999 wurde ihr Loreley-Auftritt vom WDR aufgezeichnet und von der Band auf CD veröffentlicht. Außerdem erschien mit Contribution eine Best-of-Compilation. 2006 erschien mit Over the Border das nächste Album, verbunden mit einer Europa-Tour. Von dem ursprünglichen Brandos-Line-Up waren 2006 nur noch Dave Kincaid und Ernie Mendillo übrig. Drummer Frank Funaro spielte noch 7 von den 10 Tracks auf Over the Border mit ein, bevor er die Brandos verließ. Zwei der Tracks (She's The One & He's Waiting) wurden vom Drummer Dennis Diken von The Smithereens und der Track The Only Love That I Can Get von Simon Kirke von Bad Company/Free eingetrommelt.

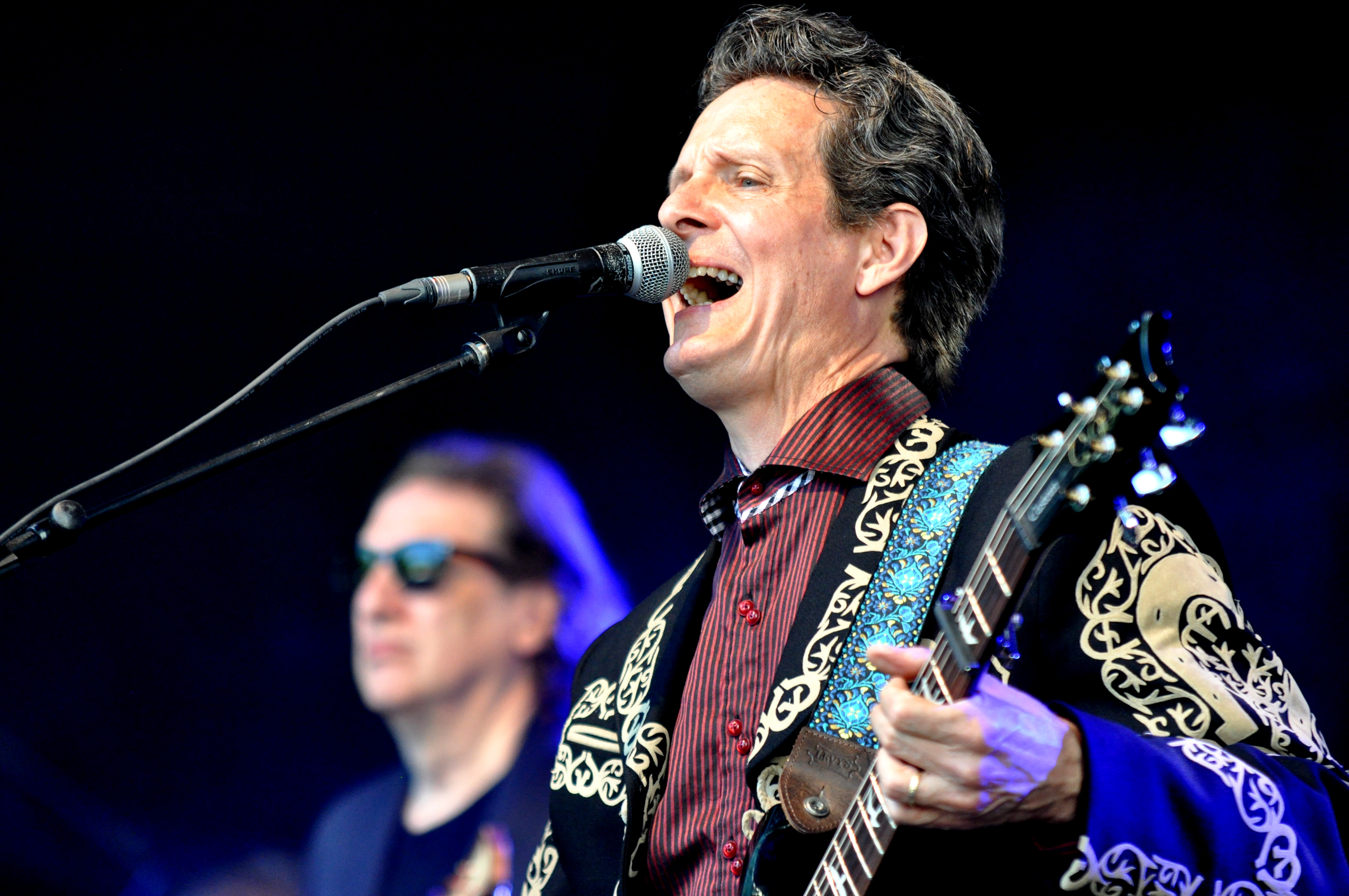
Dave Kincaid beim Blacksheep-Festival 2017

Im Februar/März 2008 gingen The Brandos ein weiteres Mal auf Tour in Deutschland, Dänemark, Luxemburg und den Niederlanden.
Ihr nächstes Album erschien erst 2017. Los Brandos ist ein recht melancholisch-rockiges Album, mit fünf in englischer und fünf in spanischer Sprache gesungenen Tracks. Thematisch geht es hier mehr in Richtung Mexico. Während es auf den frühen Alben der Brandos immer wieder um irische Migranten und deren Rolle im Amerika des 19. Jahrhunderts ging und auch Irische Folk-Songs eingeflochten wurden, kommt dies auf Los Brandos gar nicht mehr vor. Der Gitarrist Frank Giordano, der den Brandos bereits von 1995 bis 2006 angehörte, kehrte zu den Aufnahmen von Los Brandos zur Band zurück, ebenso der Drummer Tommy Goss, der bereits auf der 1998 erschienenen CD Nowhere Zone zu hören ist.
Vom 28. Mai bis 25. Juni 2017 tourten die Brandos durch Deutschland und die Niederlande. Am 9. Juni 2017 traten sie beim Sweden Rock Festival auf.

## Diskografie
- 1987: Honor Among Thieves
- 1990: Trial by Fire (Promokassette)
- 1992: Gunfire at Midnight
- 1994: The Light of Day
- 1995: The Light of Day (10-Track Single)
- 1995: In Exile – Live
- 1996: Pass the Hat
- 1998: The Irish Volunteer (David Kincaid)
- 1998: Nowhere Zone
- 1999: Live at Loreley
- 1999: Contribution – The Best of 1985–1999
- 2001: The Irish-American's Song (David Kincaid)
- 2006: Over the Border
- 2007: The Blue Rose Christmas Party 2006 (Various Artists)
- 2008: Town to Town, Sun to Sun (Live-DVD/2 CD)
- 2010: Live in Europe! (David Kincaid & The Brandos)
- 2017: Los Brandos